# Neolimnophora
Neolimnophora is een geslacht van insecten uit de familie van de echte vliegen (Muscidae), die tot de orde tweevleugeligen (Diptera) behoort.

## Soorten
- N. maritima (Roder, 1887)
- N. virgo (Villeneuve, 1906)